# Гольдшмидт, Зигфрид
Зигфрид Самсон Гольдшмидт (29 октября 1844 — 31 января 1884) — немецкий индолог. Его интерес был сосредоточен на грамматике и лексике пракрита. Его статьи внесли ценный вклад в исследование среднеиндоарийских языков.

## Биография
Зигфрид Гольдшмидт родился в Касселе, Германия. Получил образование в гимназии в Касселе, прежде чем приступить к изучению философии, филологии в университетах Лейпцига. Получил степень доктора философии 20 августа 1867.
Гольдшмидт продолжил свое обучение сначала в Геттингене, а затем в Париже, где он досконально овладел французским языком.
С началом франко-прусской войны он вернулся в Германию и пошёл добровольцем на военную службу. Он принимал участие в осаде Парижа. В конце войны Гольдшмидт был назначен доцентом в недавно отстроенном Страсбургском университете, с котором он был связан до конца своей жизни. Он стал профессором 12 сентября 1881 года, но вскоре был вынужден прекратить свою преподавательскую деятельность из-за туберкулёза позвоночника, которым он заразился прошлым летом. Болезнь медленно прогрессировала до его смерти 31 января 1884 года в возрасте 39 лет.